# David Pech
David Pech, né le 22 février 2002 à Brandýs nad Labem en Tchéquie, est un footballeur tchèque qui évolue au poste d'arrière droit au Slavia Prague.

## Biographie

### En club
Né à Brandýs nad Labem en Tchéquie, David Pech commence le football dans le club local du FK Brandýs nad Labem avant d'être formé par le FK Mladá Boleslav qu'il rejoint en 2013. Il joue son premier match en professionnel le 18 août 2019, lors d'une rencontre de championnat face au FK Jablonec. Il entre en jeu à la place de Antonín Křapka (en) et son équipe s'incline par deux buts à un.
Après avoir subi plusieurs blessures, David Pech retrouve l'équipe première en 2022, il s'impose comme un titulaire et comme l'un des joueurs les plus prometteurs du championnat tchèque. Il inscrit son premier but en professionnel le 6 mai 2022, lors d'un match face au SK Sigma Olomouc. Titularisé, il ouvre le score après la pause et son équipe l'emporte par deux buts à un,.
Le 4 janvier 2023, lors du mercato hivernal, David Pech s'engage avec l'un des plus grands clubs du pays, le Slavia Prague. Il signe un contrat courant jusqu'en juin 2027,.
Le 2 août 2024, David Pech est prêté au Dukla Prague pour une saison.

### En sélection
David Pech représente l'équipe de Tchéquie des moins de 17 ans. Avec cette sélection il participe au championnat d'europe des moins de 17 ans en 2019. Lors de ce tournoi organisé en Irlande il joue en tout quatre matchs et marque un but lors de la victoire contre la Grèce en phase de groupe le 9 mai (0-2 score final). Les Tchèques sont éliminés en huitièmes de finale par la France (défaite 6-1).
Avec les moins de 18 ans il joue trois matchs en 2019.
David Pech joue son premier match avec l'équipe de Tchéquie espoirs le 13 juin 2022 face à Andorre. Il est titularisé au poste d'arrière gauche et son équipe s'impose par sept buts à zéro.